# JNR-Klasse D51
Die Lokomotiven der Klasse D51 (japanisch 国鉄D51形蒸気機関車, Kokutetsu D51-gata Jōki kikansha, etwa „Dampflokomotive der Baureihe D51 der Staatseisenbahn“) waren schmalspurige Dampflokomotiven der Japanischen Staatsbahn. Für diese wurden ab 1936 insgesamt 1115 Exemplare gebaut, weitere für von Japan okkupierte Gebiete und 1951 die letzten zwei Maschinen für Korea im Auftrag der UNO-Streitkräfte im Koreakrieg. Die modernen Zweizylinder-Heißdampflokomotiven mit der Achsfolge 1’D1’ waren für den gemischten Dienst vor Personen- und Güterzügen auf Hauptbahnen konzipiert. Die letzten Exemplare wurden am 24. Dezember 1975, kurz vor dem Ende der japanischen Dampflokzeit am 2. März 1976, ausgemustert.
Konstruiert wurden sie, wie die meisten japanischen Dampflokomotiven, vom Chefentwickler der Staatsbahnen, Hideo Shima.
Die auf Sachalin verbliebenen Lokomotiven erhielten die Bezeichnung Д51 (D51) der Sowjetischen Eisenbahnen (SŽD).

## Historie
Die komplett neu entwickelten Lokomotiven basierten konzeptionell auf der in den 1920er-Jahren beschafften Reihe D50 der Japanischen Staatsbahn, gerieten jedoch deutlich größer und leistungsfähiger. Ihre Bezeichnung geht auf das Baureihenschema in Japan zurück und erklärt den Buchstaben D für vier angetriebene Achsen, die Zahlen 5 und 1 sind die Baureihennummer. In Japan wird die Baureihenbezeichnung getrennt als デゴイチ, „De-go-ichi“ („D-fünf-eins“) ausgesprochen. Bei der JNR wurden Baureihen- und Ordnungsnummer durch ein Leerzeichen getrennt, bei den SŽD durch einen Bindestrich. Bei vierstelliger Ordnungsnummer erfolgte bei der JNR aus Platzgründen keine Trennung zur Baureihenbezeichnung. Die frühen Maschinen mit 14 bar Kesseldruck sind äußerlich an der gemeinsamen Verkleidung aller Dome erkennbar und wurden als D51s bezeichnet, für diese Bauform bürgerte sich schnell der Spitzname „Namekuji“ („Nacktschnecke“) ein. Die Serienausführung erhielt wieder eine normale Kesselbauform mit einem auf 15 bar gesteigerten Druck.
Augenfälliges Merkmal aller Lokomotiven sind die Laufräder als Speichenräder und die Treibräder als Boxpok-Räder. Einige Exemplare der Baureihe D51 erhielten um 1960 Giesl-Ejektoren. Die Höchstgeschwindigkeit betrug 85 km/h.
Die D51-22 steht bei der Station Juschno-Sachalinsk als Denkmal ausgestellt. Die D51-4 ist im Depot Juschno-Sachalinsk betriebsfähig erhalten und befördert dort Sonderzüge.
In Taiwan verkehrten insgesamt 37 Maschinen, die dort verblieben, nachdem die Insel unter die Kontrolle der Regierung von China geriet. Sie erhielten da die Bezeichnung DT 650.
Zwei Lokomotiven wurden an Korea geliefert und zehn an die Bahn auf den Philippinen.
30 Maschinen verblieben nach dem Zweiten Weltkrieg aufgrund von Japans Rückzug auf Russlands größter Insel Sakhalin und gingen 1945 in den Besitz der Sowjetischen Eisenbahnen über, wo sie bis 1979 im Einsatz waren.

## Neue Versionen

### JNR-Klasse D61
In den Jahren 1960/61 wurden in den Werken von Hamamatsu und Koriyama sechs Lokomotiven auf die Achsfolge 1’D2’ (Berkshire) umgebaut, die die Baureihenbezeichnung D61  erhielten. Ihre Höchstgeschwindigkeit betrug 85 km/h, sie waren bis 1975 im Betrieb.

### JNR-Klasse D52 und D62
Parallel zu der D51 wurden von 1943 bis 1946 in den Werken von Kisha Seizo, Nippon Sharyo, Kawasaki, Hitachi und Mitsubishi 285 Exemplare der etwas größeren Baureihe D52 hergestellt, die ebenfalls die Achsfolge 1’D2’ hatten und eine Höchstgeschwindigkeit von 85 km/h erreichten. Die letzte Maschine wurde am 24. Dezember 1972 ausgemustert. Sieben Loks blieben erhalten.
Von der D52 wurden in den Jahren 1950/51 20 Lokomotiven in den JNR Hamamatsu-Werken zur neuen 1’D2’-Baureihe D62 umgebaut. Ihre Höchstgeschwindigkeit betrug 85 km/h. Sie schieden 1966 aus dem Dienst.

## Erhaltene Fahrzeuge
Betriebsfähig sind die Lokomotiven D51 200 des Umekoji-Dampflokmuseum Kyōto und die D51 498 der JR East im Betriebswerk Takasaki. Unter den stationären Ausstellungsstücken finden unter anderem die Maschinen D51 745 in Hiroshima, die D51 187 in der Präfektur Ehime, die D51 488 auf dem Gelände des Wako Museums in Yasugi sowie die D51 351 in der Nähe des Bahnhofs Nagiso.

## Galerie

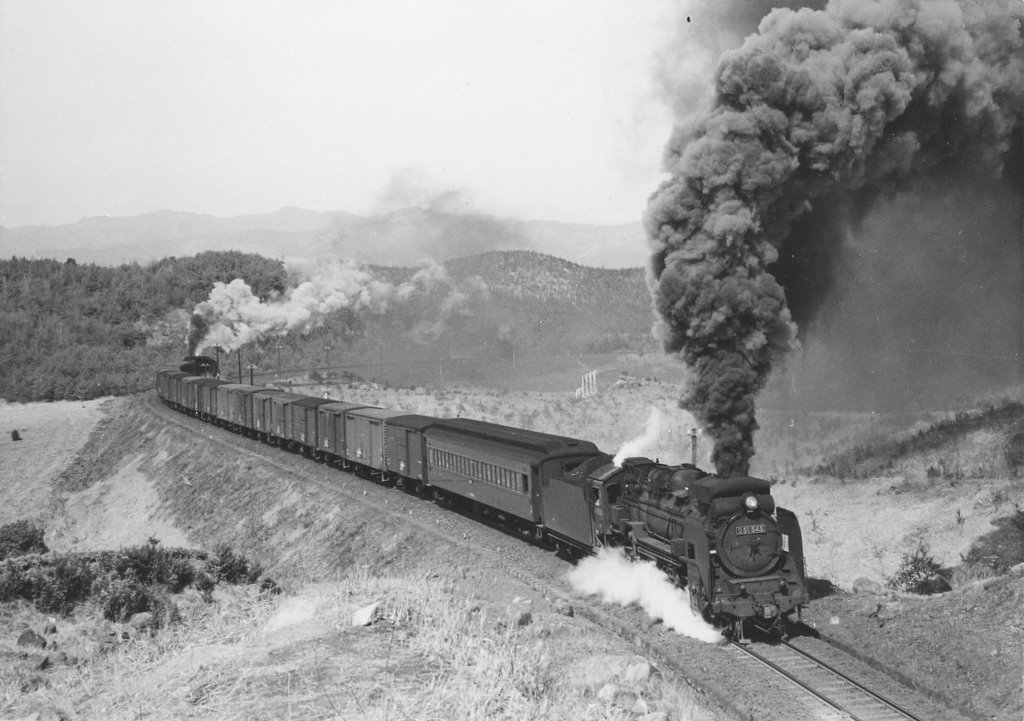
Betriebsfoto aus den 1970er Jahren
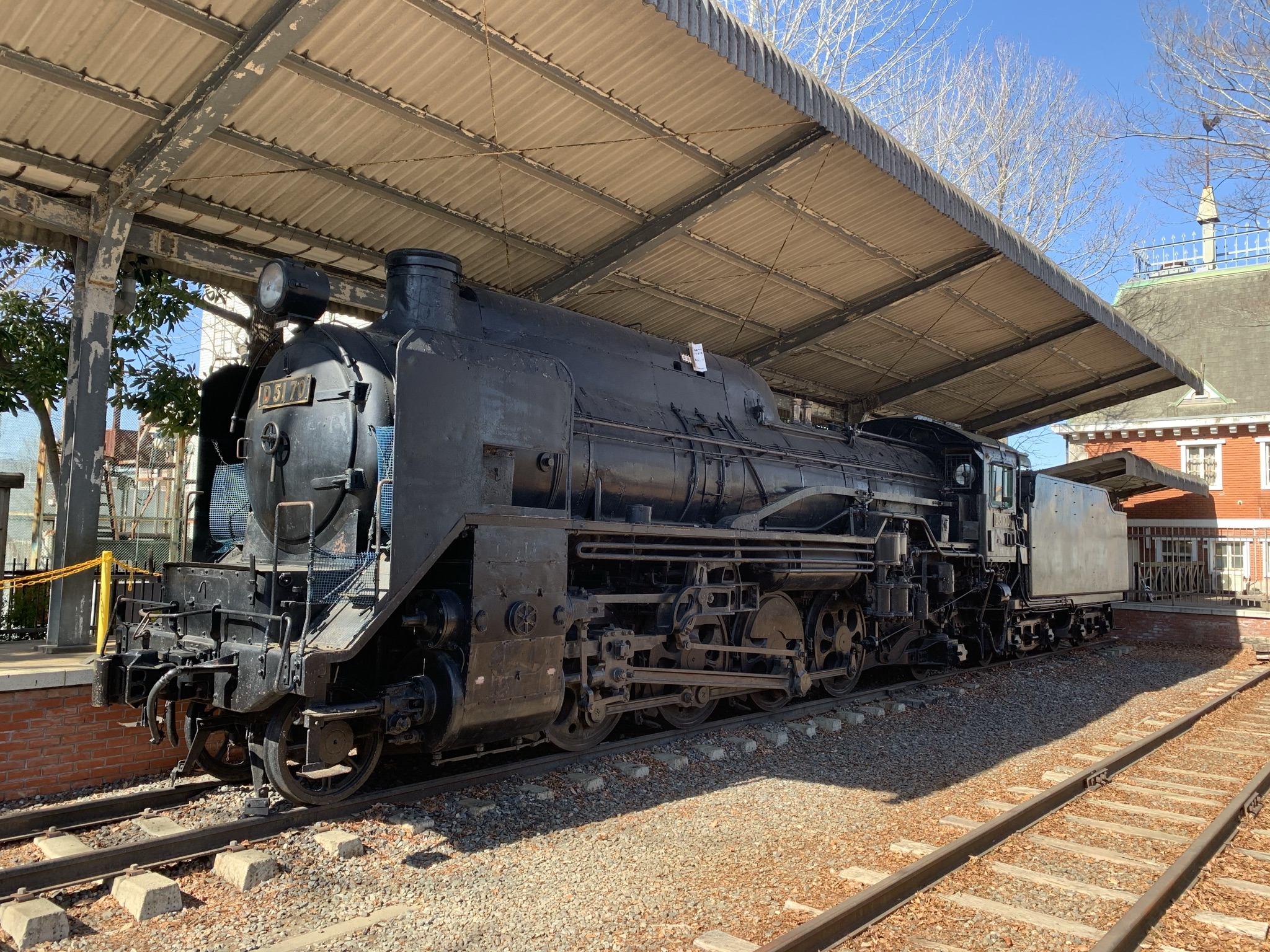
D51 70 im Cherry Blossom Park, Tsukuba, Ibaraki
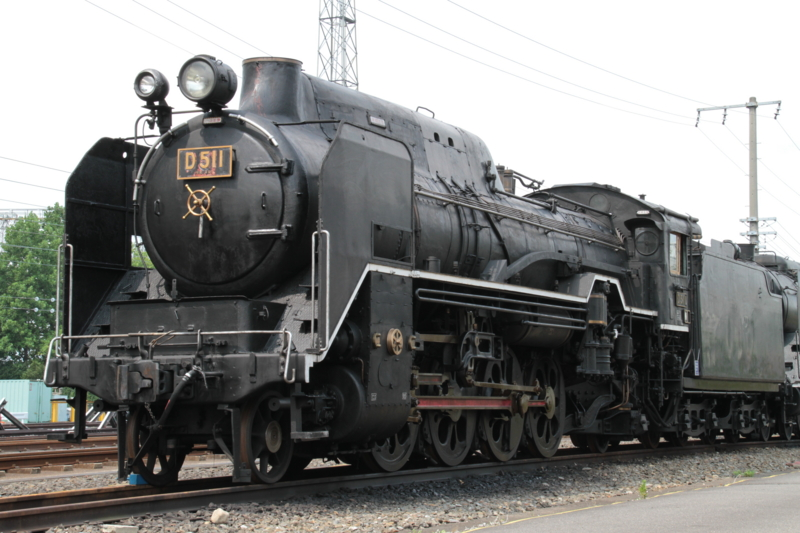
D51 1 als Denkmallok im Dampflokomotivenmuseum Umekōji
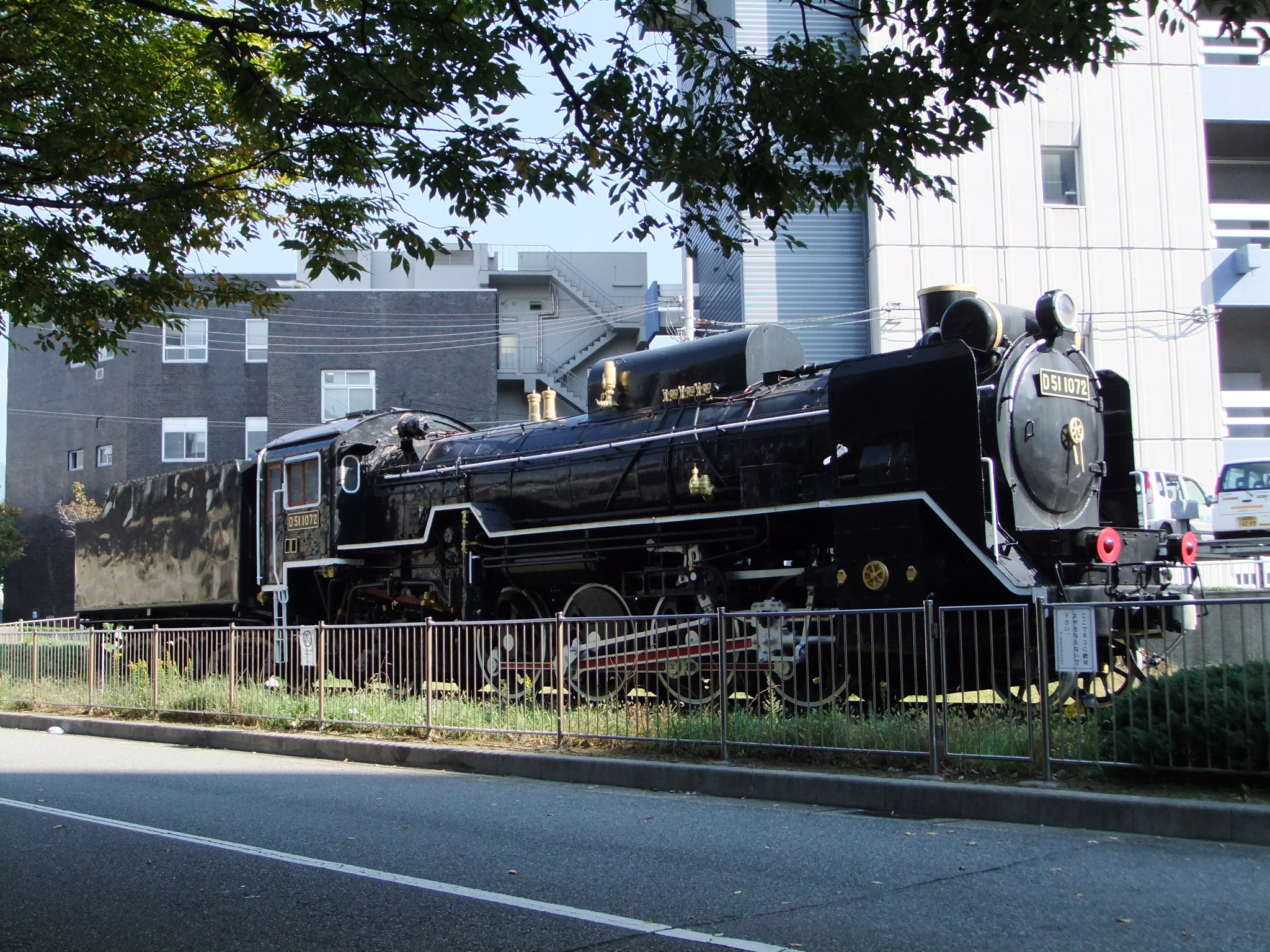
D51 1072
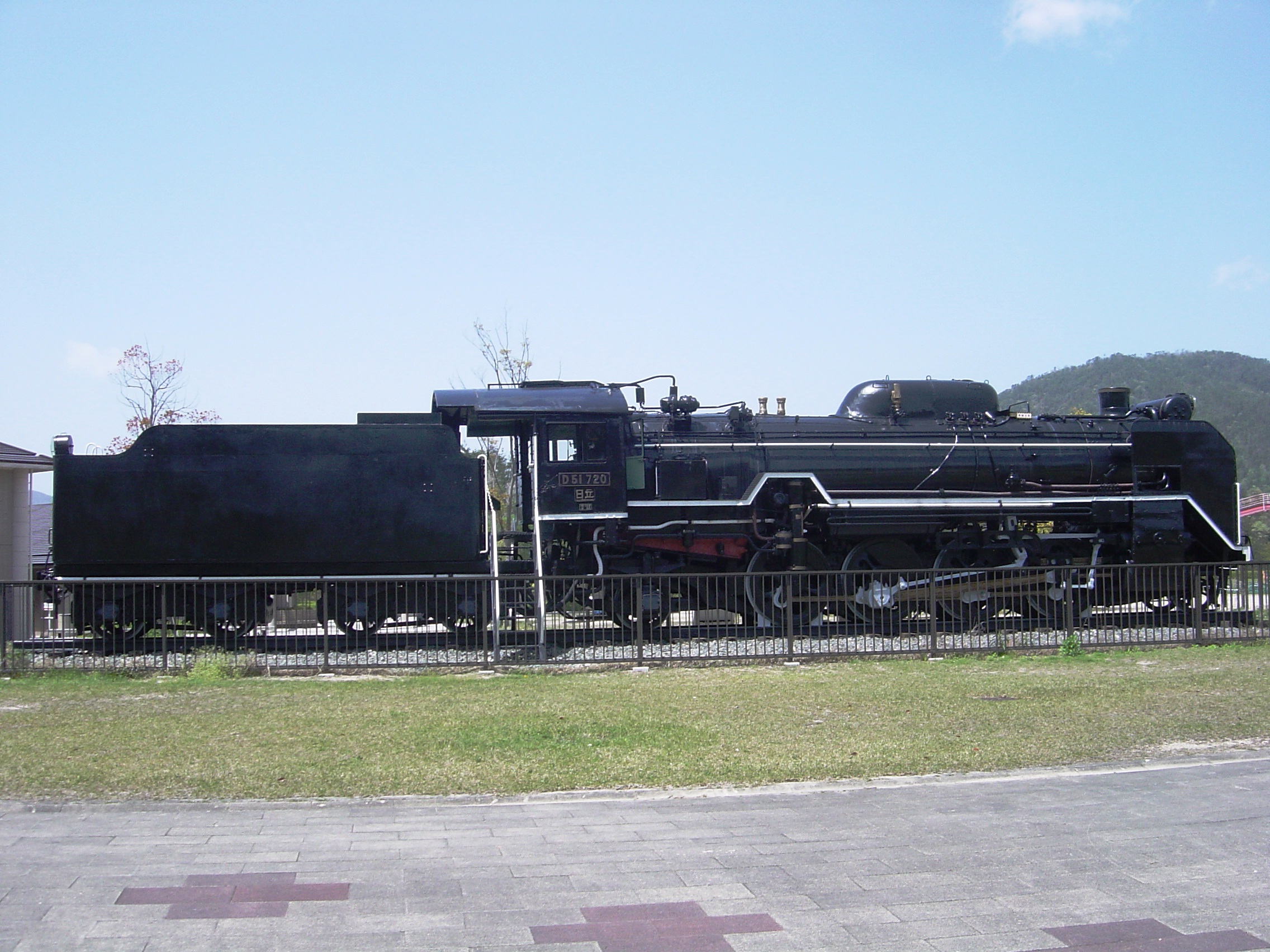
D51 720
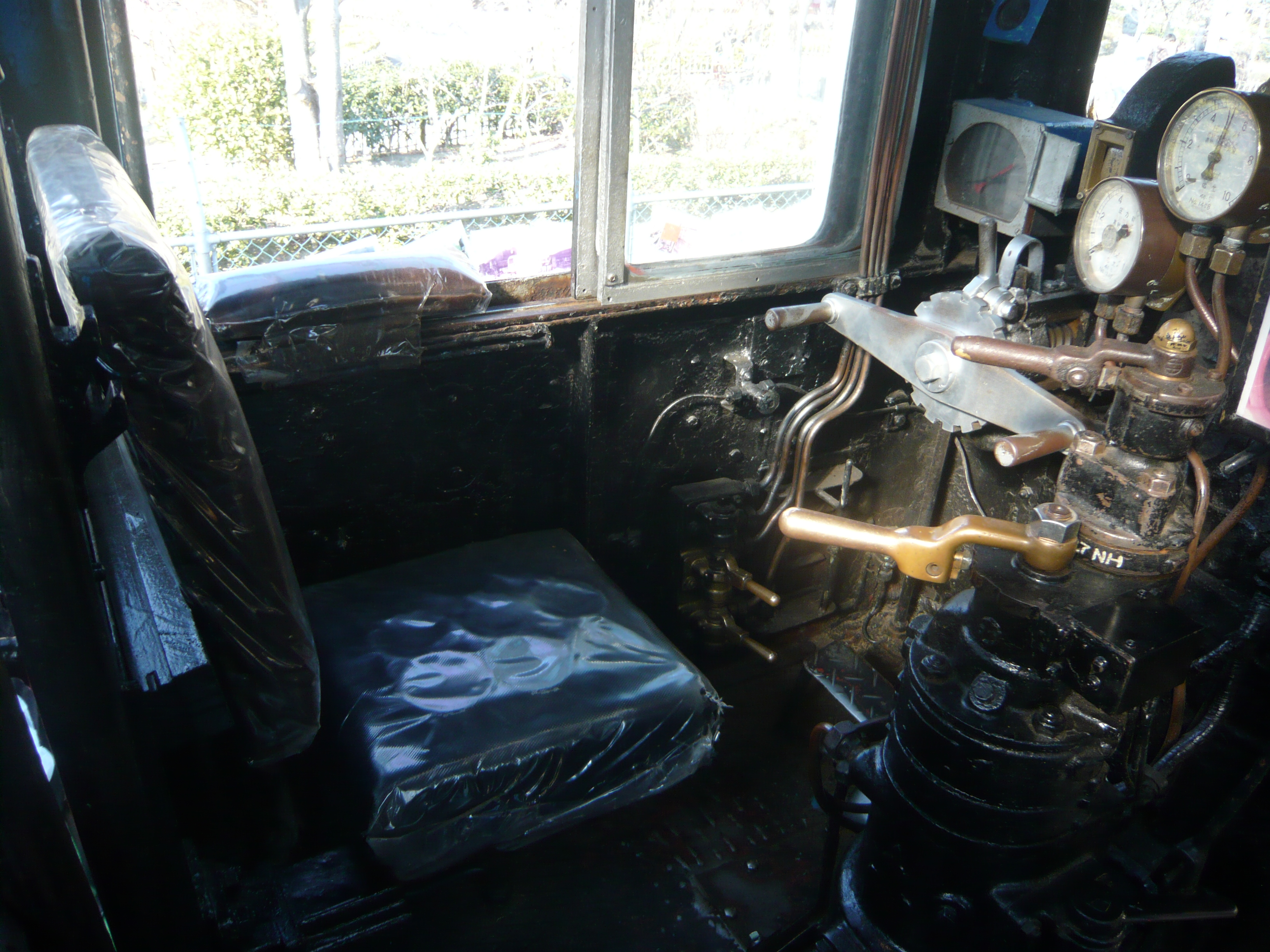
Blick auf den Führerstand der SL D51 470
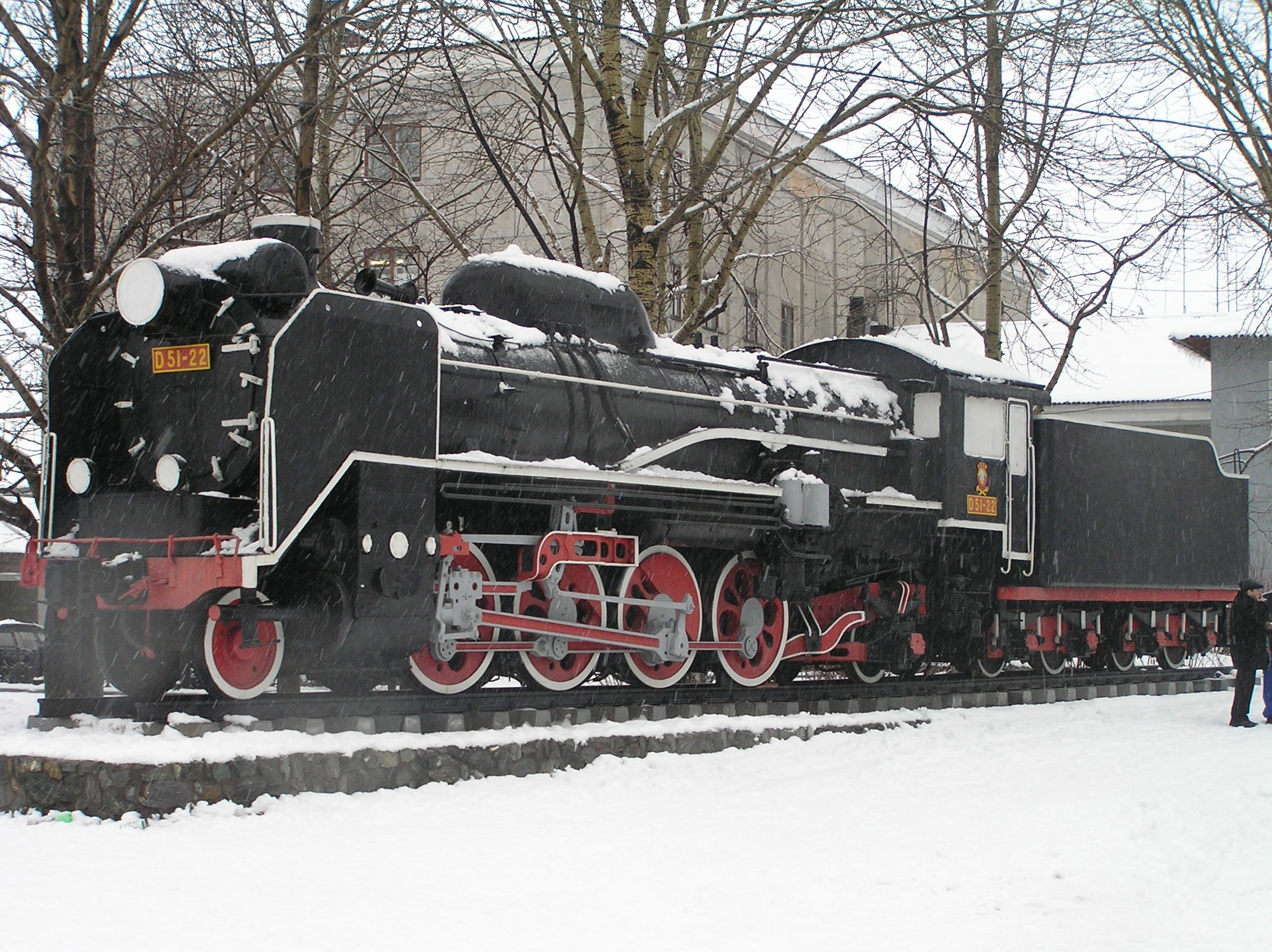
D51-22 an der Eisenbahnstation Juschno-Sachalinsk